# クワトロッソ

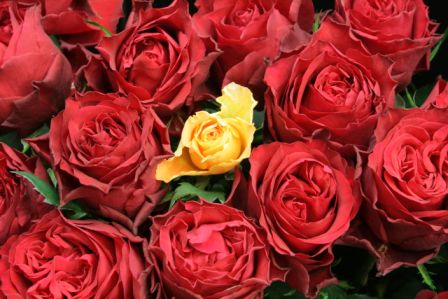
クワトロッソの大きさ

クワトロッソは、花の中心部分に4つの芯を持つために、通常のバラの4倍程の大きさがある赤バラである。茎が太いため、バラによく見られる首折れ（しおれ）しにくいのが特徴。通常のバラより生産が難しく生育期間も2倍かかり、そのために流通量も少ない。

## 歴史

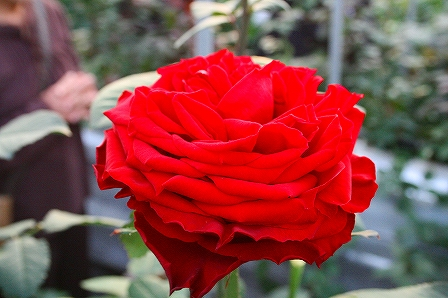
クワトロッソ_興里農場（和歌山県）

もともとこの品種はオランダで生育が難しいために流通栽培を打ち切られたものだった。和歌山県の興里農場が日本に持ち込み、蘇らせた。
クワトロッソの名前は、花の中心部分に4つの芯があることから、イタリア語の『4』を意味するクワトロと、同じくイタリア語で『赤』を意味するロッソから名付けられた。命名は、愛知県名古屋市瑞穂区にある、フローリストナガイの永井宏明による。